# Ту-14
Ту-14 (по кодификации НАТО: Bosun - «Боцман») — советский реактивный бомбардировщик-торпедоносец ОКБ Туполева.

## История создания
Работа над созданием Ту-14 (первоначально проект «73») была начата в ОКБ Туполева в январе 1947 года. К концу декабря того же года опытный образец уже выполнил первый полёт.
На этом самолёте впервые в мире было установлено три турбореактивных двигателя — два основных двигателя (Nene-1) и один вспомогательный (Derwent V).
Двигатели были произведены в Великобритании фирмой «Роллс-Ройс». Чуть позже советская промышленность освоила на основе упомянутых английских двигателей выпуск их копий — РД-45 и РД-500. Таким, образом, следующая опытная модификация Ту-14 (самолёт «78») комплектовалась уже отечественными двигателями.
Результаты государственных испытаний этих модификаций самолёта оказались не очень успешными, и ОКБ Туполева приступило к дальнейшей модернизации проекта. В ходе работ над Ту-14 было принято решение о снятии третьего вспомогательного двигателя (на его месте была оборудована ещё одна гермокабина) и замене основных двигателей новыми — ВК-1[уточнить], разработанными в ОКБ В. Я. Климова. К началу 1951 года завершились государственные испытания новой машины, которые были в целом успешными, и самолёт был принят на вооружение.
Интересно, что разработка Ту-14 шла в условиях жёсткой конкуренции с ОКБ Ильюшина, спроектировавшим в то время в инициативном порядке самолёт Ил-28, превосходивший Ту-14 по некоторым своим характеристикам. Итогом этого противостояния, изобиловавшего интригами, стало принятие на вооружение обоих самолётов. Ту-14 обладал несколько большей дальностью полёта, но был значительно сложнее в производстве и эксплуатации, был выпущен небольшой серией (89 машин на заводе № 39) и поступил на вооружение морской авиации в качестве базового торпедоносца и разведчика (имеющиеся торпеды мог нести только Ту-14, бомбовый отсек Ил-28 был короче необходимого). Для сравнения: Ил-28 было выпущено 6316 бомбардировщиков различных модификаций.
Эксплуатировались самолёты Ту-14 вплоть до 1957 года, когда было принято решение о переводе их в резерв.

## Конструкция
Самолёт Ту-14Т «торпедоносец» имеет фюзеляж типа полумонокок, состоящий из шести отсеков, два из которых — гермокабины для экипажа и оборудования. Средняя часть фюзеляжа не герметична, в ней располагались восемь топливных баков. Далее располагался бомбоотсек, который закрывался створками, управляемыми гидроприводом. Во втором гермоотсеке размещалось электро- и радиооборудование. В хвостовой части размещались две пушки. 
Крыло — трапециевидное, двухлонжеронное, кессонной конструкции. Крыло состояло из центроплана и двух отъёмных частей, в которых располагались 14 топливных баков. Крыло оснащалось четёрёхсекционными взлётно-посадочными щитками, управляемыми гидравликой. 
Шасси — трёхточечное, с убирающимися назад по полёту колёсами и дополнительной убираемой хвостовой предохранительной опорой. Хвостовая опора при уборке разворачивалась на 90 градусов и была снабжена тормозами. Для сокращения пробега при посадке использовался тормозной парашют. Для уменьшения пробега при взлёте под центропланом крепились четыре пороховых ускорителя.
Двигатель ВК-1 — первый советский крупносерийный турбореактивный двигатель — являлся дальнейшей модернизацией разработанного на основе английских силовых установок двигателя РД-45Ф. Конструктивно двигатель представлял собой одновальный турбореактивный двигатель с одноступенчатым центробежным двухсторонним компрессором, девятью индивидуальными трубчатыми камерами сгорания и одноступенчатой турбиной. Топливо находилось в 24 мягких баках общим объёмом 10300 л.
Оборудование — радиостанция связная и командная, автоматический радиокомпас, аппаратура слепой посадки, радиовысотомеры больших и малых высот, запросчик системы опознавания, прибор слепого бомбометания и навигации, самолётное переговорное устройство, аварийная радиостанция. На самолёте также устанавливали дневные и ночные фотоаппараты.
Гидросистема с питанием от гидроаккумуляторов обеспечивала управление шасси, бомболюком, посадочными и тормозными щитками.
Воздушная система управляла аварийным выпуском шасси, щитков, аварийным сливом топлива, сбросом фонаря лётчика, герметизацией кабин, открытием и закрытием люка штурмана. 
Вооружение — две носовые неподвижные пушки, снабжённые коллиматорным прицелом, боезапас 200 патронов. В хвостовой части устанавливались две пушки на подвижной кормовой установке, боезапас по 450 патронов на ствол. Бомбовая нагрузка 1000-3000 кг.
Самолёт Ту-14 имеет развитую и чрезвычайно энергоёмкую противообледенительную систему, аппаратуру для посадки по приборам, систему опознавания, сравнительно мощный для своего времени комплекс пилотажно-навигационного оборудования.
Для уменьшения расстояния посадочного пробега самолёт оборудован ленточным тормозным парашютом.
Для аварийного покидания самолёта предусмотрены катапультируемые кресла экипажа. Причём лётчик катапультировался вверх, а штурман и стрелок-радист — вниз.

## Модификации

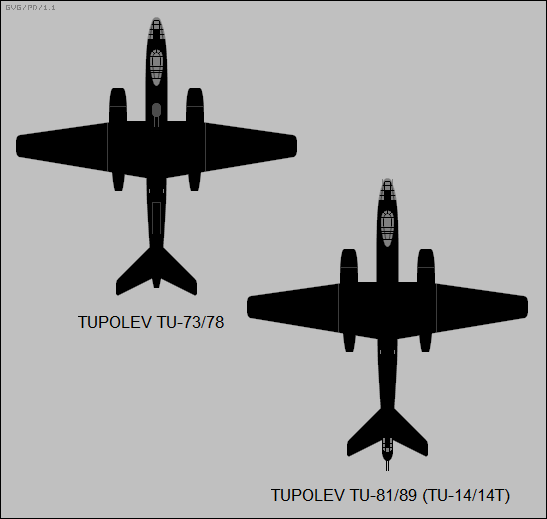
Ту-73/78 и Ту-81/89

- Ту-14 «73» — первый опытный самолёт с тремя ТРД производства фирмы «Роллс-Ройс»;
- Ту-14 «73Р» («74») — разведывательная модификация самолёта проекта «73»;
- Ту-14 «78» — модификация проекта «73», оснащённая тремя ТРД отечественного производства;
- Ту-14Т («81») — бомбардировщик-торпедоносец (основная пошедшая в серию модификация), оснащался двумя двигателями ВК-1;
- Ту-14Р («89») — разведывательный самолёт.

## На вооружении
Самолёт эксплуатировался только в Морской авиации СССР в следующих подразделениях:
- 5-й гвардейский минно-торпедный авиационный полк ЧФ (аэродром Гвардейское)
- 9-й гвардейский минно-торпедный авиационный полк СФ, аэродром Североморск-1
- 567-й гвардейский минно-торпедный авиационный полк 5 ВМФ (аэр. Николаевка)
- 44-й  минно-торпедный авиационный полк 5 ВМФ (аэр. Западные Кневичи)
- 49-й  минно-торпедный авиационный полк 5 ВМФ (аэр. Западные Кневичи)